# راينر شيبر
راينر شيبر (بالألمانية: Rainer Schepper)‏ (و. 1927  م) هو مدرس، وصحفي الرأي، وكاتب غير روائي، وكاتب ألماني، ولد في مونستر.